# Smith & Wesson M76
Smith & Wesson M76 — пістолет-кулемет (ПК), який випускала компанія Smith & Wesson у період з 1967 по 1974 роки.

## Історія
Історія пістолета-кулемета Модель 76 розпочалася у квітні 1966 року з дзвінка від торгового представника Smith & Wesson у Вашингтоні, округ Колумбія; з ним зв'язалися з міністерства ВМС США, щоб з'ясувати у компанії Smith & Wesson чи буде вона зацікавлена в розробці та виробництві пістолета-кулемета під набій 9 мм.
ВМС США потребували пістолети-кулемети для підрозділу SEAL у В'єтнамі. У той час підрозділ SEAL використовували шведський Carl Gustaf m/45 ― добре зроблений і надійний пістолет-кулемет.
Оскільки Швеція була нейтральною країною, виникла проблема; вони забороняли використання своєї продукції у зоні бойових дій. Тому, поставки ПК Carl Gustaf m/45  для ВМС США було припинено, а це означало, що вони повинні були знайти інший пістолет-кулемет, який може зайняти його місце.
Хоча вони виглядають схожими, M76 був розроблений з нуля на основі списку вимог, який надали морські котики ВМС США. Серед вимог були:
- Термінова потреба;
- Надійність;
- Міцність;
- Перевідник вогню: запобіжник — напівавтоматичний — автоматичний;
- Економічна ефективність;
- Простота обслуговування: розбирання — очищення ― повторне збирання;
- Місткість магазина 36 патронів;
- Швидкострільність від 600 до 800 патронів на хвилину.

Саме на основі цього списку було створено M76. Як зазначав директор з досліджень та розробки й тогочасний голова проєкту Модель 76 Дуейн В. Шаррон: «[Він] ніколи не бачив, не тримав або стріляв зі шведського K до початку розробки M76…». M76 стріляв 9 мм набоями; Carl Gustaf m/45 мав відкритий затвор і також стріляв набоями Parabellum 9×19 мм.
Крім того підрозділ SEAL дав завдання на обмежену партію глушників до M76. Такі глушники треба було використовувати у ситуаціях коли потрібно було приховати звук та полум'я при пострілі. Оскільки затвор був відкритий, деякий звук все одно залишався, але дуловий спалах можно було приховати.
Оскільки йшла війна та існувала критична потреба у зброї, Smith & Wesson зробили проєкт M76 найпріоритетнішим. Загальний час проєктування M76 від креслення до виробництва становив дев'ять місяців. Багато людей зауважували, що зброя огидна або груба. Через терміновість M76 пропускав відділ чистової обробки, де зазвичай шліфуються зварні шви і шорсткі кромки..
Через незатребуваність на ринку Smith & Wesson припинили виробництво M76 в 1974 році.

## Варіанти

### MK760
У 1983 році, Майк Руплінгер і Кеннет Домінік заснували компанію під назвою MK Arms і придбали права на Smith & Wesson M76. Вони почали випускати копії пістолета-кулемета під назвою MK Arms MK760, а ВМС США, які ще мали M76 на складах, почали замовляти частини для заміни у компанії MK Arms. MK Arms також випускають карабін і пістолет на базі MK760. У 1986 році Закон про захист власників вогнепальної зброї заборонив реєструвати будь-яку нещодавно виготовлену автоматичну зброю для цивільного користування, тому MK Arms припинили свою діяльність.

### M76A1
У 1984 році Домінік відокремився від Руплінгер та розпочав виробництво власної копії M76 під торговою маркою Global Arms під назвою M76A1.

### SW 76
SW 76 випускали JMB Distribution в Огайо. Всі частини SW 76 були сумісні з оригінальним Smith & Wesson M76, окрім затвора. Затвор не можна було замінити оскільки екстрактор та стволова коробка Stemple мали дещо більший діаметр ніж оригінальний S&W M76, що вимагає двох штифтів, які виконують роль опорних поверхонь на затворі і потребують додатковий простір у ствольній коробці.

### Карабін Omega 760
Протягом 2001 року компанія Tactical Weapons з Аризони була задіяна для виготовлення деталей та стволових коробок, які продавалися б під позначенням карабін Omega 760, самозарядну копію Smith & Wesson Модель 76. Первинні продажі Omega 760 були жвавими, але швидко впали. Невтішні продажі Omega врешті-решт призвели до рішення припинити виробництво, і в результаті рішення залишились деталі, з яких так і не зібрали зброю.